# DFB-Hallenpokal der Frauen 1996
Der 3. DFB-Hallenpokal der Frauen wurde am 3. Februar 1996 ausgetragen. Spielort war wie im Vorjahr Koblenz. Der FC Rumeln-Kaldenhausen schlug im Finale die Sportfreunde Siegen mit 3:2. Für Rumeln-Kaldenhausen (heute: FCR 2001 Duisburg) war es der erste Turniersieg.

## Modus
Am Turnier nahmen acht Mannschaften der laufenden Bundesliga-Saison teil. Die Mannschaften wurden auf zwei Gruppen zu je vier Mannschaften verteilt. Innerhalb jeder Gruppe spielte jede Mannschaft einmal gegen jede andere. Die Gruppensieger und -zweiten erreichten das Halbfinale. Die Halbfinalverlierer spielten um den dritten Platz, die Halbfinalgewinner um den Turniersieg. Stand es ab dem Halbfinale nach der regulären Spielzeit unentschieden, folgte direkt ein Neunmeterschießen.

## Teilnehmer
| - TuS Ahrbach - Grün-Weiß Brauweiler - FSV Frankfurt - TuS Niederkirchen | - SG Praunheim - FC Eintracht Rheine - FC Rumeln-Kaldenhausen - TSV Siegen |

## Vorrunde

### Gruppe 1
| Pl. | Verein               | Sp. | S | U | N | Tore    | Diff. | Punkte |
| --- | -------------------- | --- | - | - | - | ------- | ----- | ------ |
| 1.  | FSV Frankfurt        | 3   | 2 | 0 | 1 | 009:300 | +6    | 06     |
| 2.  | Grün-Weiß Brauweiler | 3   | 2 | 0 | 1 | 008:700 | +1    | 06     |
| 3.  | Eintracht Rheine     | 3   | 1 | 1 | 1 | 005:700 | −2    | 04     |
| 4.  | SG Praunheim         | 3   | 0 | 1 | 2 | 003:800 | −5    | 01     |

|                      | Ergebnis |                      |
| -------------------- | -------- | -------------------- |
| Eintracht Rheine     | 2:1      | FSV Frankfurt        |
| SG Praunheim         | 0:4      | Grün-Weiß Brauweiler |
| Eintracht Rheine     | 1:4      | Grün-Weiß Brauweiler |
| SG Praunheim         | 1:2      | FSV Frankfurt        |
| Eintracht Rheine     | 2:2      | SG Praunheim         |
| Grün-Weiß Brauweiler | 0:6      | FSV Frankfurt        |

### Gruppe 2
| Pl. | Verein                 | Sp. | S | U | N | Tore    | Diff. | Punkte |
| --- | ---------------------- | --- | - | - | - | ------- | ----- | ------ |
| 1.  | FC Rumeln-Kaldenhausen | 3   | 3 | 0 | 0 | 008:200 | +6    | 09     |
| 2.  | TSV Siegen             | 3   | 1 | 0 | 2 | 005:400 | +1    | 03     |
| 3.  | TuS Niederkirchen      | 3   | 1 | 0 | 2 | 005:600 | −1    | 03     |
| 4.  | TuS Ahrbach            | 3   | 1 | 0 | 2 | 004:100 | −6    | 03     |

|                        | Ergebnis |                   |
| ---------------------- | -------- | ----------------- |
| FC Rumeln-Kaldenhausen | 2:0      | TSV Siegen        |
| TuS Niederkirchen      | 2:3      | TuS Ahrbach       |
| FC Rumeln-Kaldenhausen | 3:0      | TuS Ahrbach       |
| TuS Niederkirchen      | 1:0      | TSV Siegen        |
| FC Rumeln-Kaldenhausen | 3:2      | TuS Niederkirchen |
| TuS Ahrbach            | 1:5      | TSV Siegen        |

## Endrunde

### Halbfinale
|                        | Ergebnis |                      |
| ---------------------- | -------- | -------------------- |
| FSV Frankfurt          | 1:4      | TSV Siegen           |
| FC Rumeln-Kaldenhausen | 6:3      | Grün-Weiß Brauweiler |

### Spiel um Platz drei
|               | Ergebnis |                      |
| ------------- | -------- | -------------------- |
| FSV Frankfurt | 6:1      | Grün-Weiß Brauweiler |

### Finale
|                        | Ergebnis |            |
| ---------------------- | -------- | ---------- |
| FC Rumeln-Kaldenhausen | 3:2      | TSV Siegen |